# Campaña de Vicksburg
La campaña de Vicksburg fue una serie de batallas y maniobras de la guerra civil estadounidense realizadas contra Vicksburg, una ciudad fortaleza que dominaba la última sección del río Misisipi controlada por los confederados. El Ejército de Tennessee comandado por el mayor general Ulysses S. Grant obtuvo el control del río Misisipi al capturar la fortaleza y derrotar a las fuerzas del teniente general John C. Pemberton.
La campaña consistió en muchas operaciones navales importantes, maniobras, iniciativas fallidas y once batallas que se sucedieron entre el 3 de noviembre de 1862 y el 4 de julio de 1863. Los historiadores militares dividen la campaña en dos fases formales. La primera fase se llama Operaciones contra Vicksburg (noviembre de 1862-enero de 1863) y la segunda Operaciones de Grant contra Vicksburg (marzo-julio de 1863).

## Operaciones contra Vicksburg (noviembre de 1862-enero de 1863)

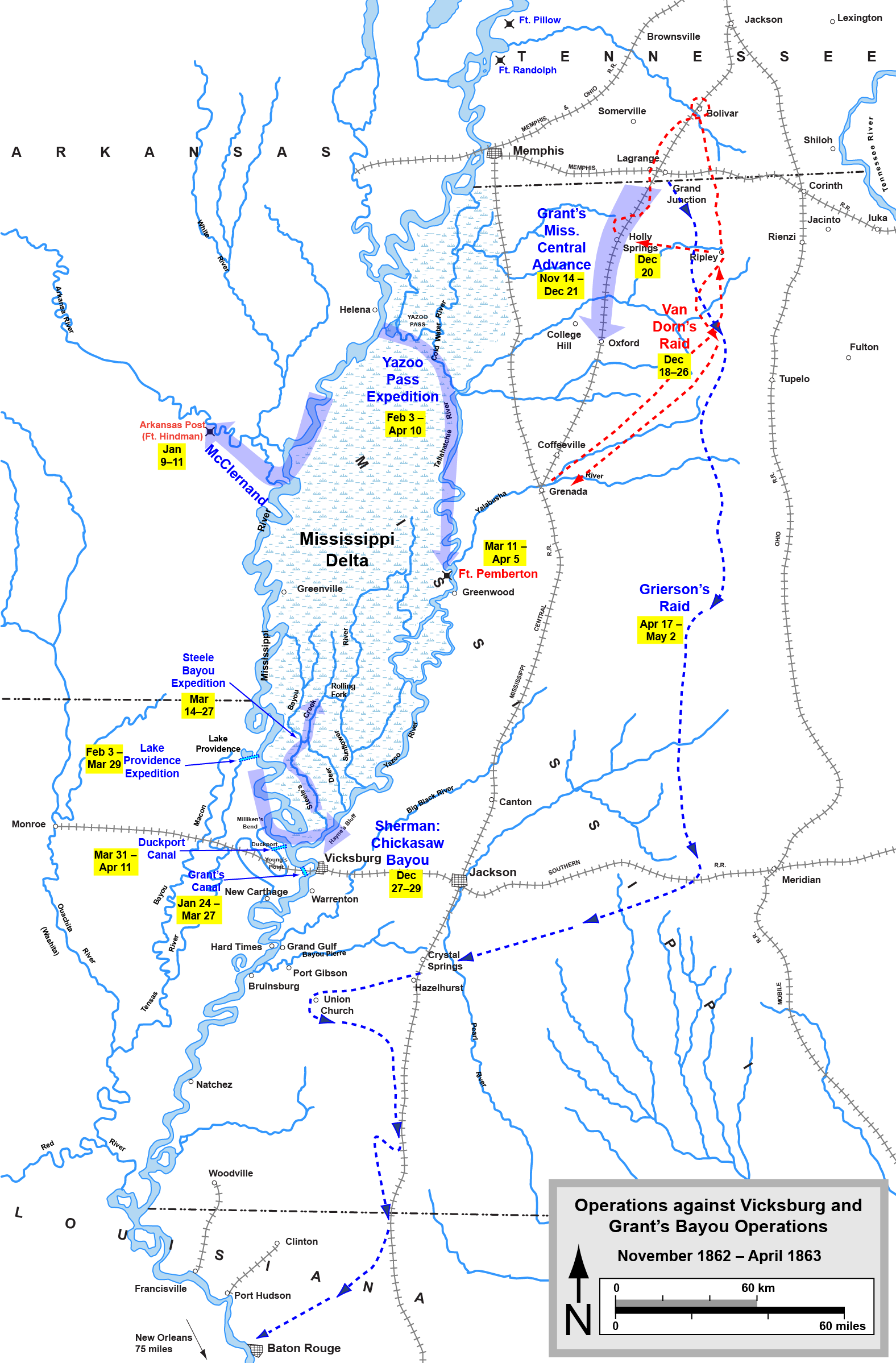
Operaciones contra Vicksburg e Interludio

Para el 2 de noviembre de 1862, las fuerzas de la Unión controlaban la mayor parte del río Misisipi. Sin embargo, a pesar de los repetidos esfuerzos de la Unión, el tramo alrededor de Vicksburg continuaba estando firmemente bajo el control de los confederados. 
Por ello el 3 de noviembre, Ulysses S. Grant, comenzó a mover a sus hombres a lo largo de la orilla este de Misisipi para alcanzar y capturar a Vicksburg. Acosado por todo tipo de adversidades, su ejército avanzó lentamente. Mientras tanto, William Sherman, otro general de la Unión, lideró bajo órdenes de Grant un segundo avance hacia los cruces de Chickasaw Bayou a lo largo de la orilla oeste del río Misisipi. Ese avance tuvo también el apoyo de la flota del Misisipi bajo las órdenes del contraalmirante David Dixon Porter. 
Grant y Sherman fueron rechazados por las fuerzas confederadas dirigidas por el general Earl Van Dorn, que consiguieron cortar las líneas de suministro de la Unión en Holly Springs el 20 de diciembre de 1862, lo que obligó a Grant a retirarse y más tarde también a Sherman, que, a pesar de las nuevas circunstancias desfavorables, quiso continuar y fue por ello detenido más tarde por los confederados en Chickasaw Bayou el 26 de diciembre de 1862. Finalmente en la batalla que siguió al día siguiente y que duró hasta el día 29 Sherman fue derrotado a causa de ello y tuvo que retirarse. Las fuerzas de la Unión tampoco tuvieron éxito en nuevos asaltos en enero de 1863 a causa del tiempo y por la solidez de las defensas alrededor de Vicksburg, lo que llevó a la cancelación de la ofensiva y la sustitución temporal de Sherman por John Alexander McClernand por haber hecho esa ofensiva imprudente. 
Aun así esas fuerzas de la Unión en retirada, bajo el mando de McClernand y por el consejo de Sherman, que había percatado la amenaza del fuerte Arkansas Post para sus tropas, pudieron tomar al norte del Chickasaw Bayou ese fuerte posicionado en el río Arkansas cerca del río Misisipi al lado de Arkansas el 11 de enero de 1863 después de conseguir la ayuda de la flota de Porter, lo que fortaleció la posición de la Unión en el lugar para poder efectuar en el futuro mejores operaciones contra la fortaleza de Vicksburg y que se empezaron a efectuar dos meses más tarde.

## Interludio (enero-marzo de 1863)
Durante los siguientes meses Grant lanzó incursiones para averiguar cual iba a ser la mejor manera de tomar Vicksburg. Esas incursiones fueron rechazadas por los confederados. Sin embargo, a causa de los acontecimientos, los confederados tuvieron una falsa impresión, de que el frente se había estabilizado de forma duradera, lo que iba a tener consecuencias fatales, ya que, durante esas incursiones Grant empezó a crear el plan, que iba a llevarle a la victoria.

## Operaciones de Grant contra Vicksburg (marzo-julio de 1863)

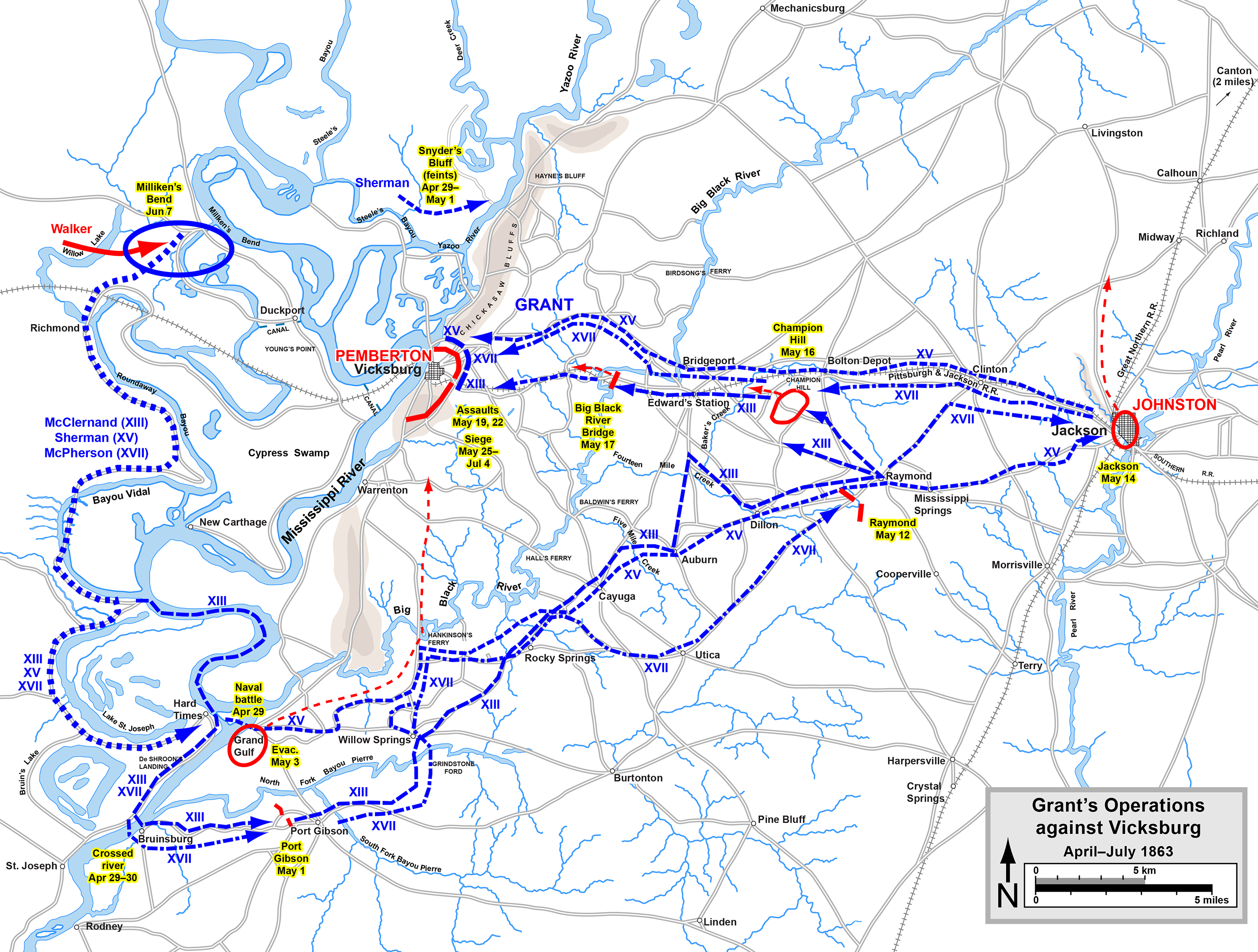
Operaciones de Grant contra Vicksburg

Ese plan lo decidió en marzo de 1863. Era una maniobra audaz, en la que dirigiría a sus hombres por el lado del río en Luisiana, en el lado izquierdo, lo cruzaría bien al sur de Vicksburg y luego giraría y atacaría, marchando todo el tiempo a través del territorio enemigo. Mientras tanto la flota naval reforzaría sus cañoneros y los pasaría por la fortaleza por la noche. Ese plan empezó a ejecutarse el 29 de marzo y el 16 de abril y el 22 de abril de 1863, el contraalmirante Porter hizo los necesarios dos pasajes audaces para ello bajo las armas de Vicksburg con un éxito espectacular y con mínimas pérdidas.
El plan de Grant era aislar luego a Vicksburg marchando primero a la capital de Misisipi, Jackson, cortando así la línea de retirada y fuente de suministro de la ciudadela, y luego atacar la fortaleza rebelde. Comenzando con 50 000 soldados (un número que aumentaría a 77 000) Grant se enfrentó a 30 000 confederados que estaban defendiendo demasiados puntos en la región, lo que facilitó a Grant las cosas. En la batalla de Port Gibson del 1 de mayo de 1863, que formaba parte de la campaña, los federales consiguieron un punto de apoyo a veinticinco millas al sur de Vicksburg gracias a su correspondiente superioridad numérica. Lo mismo se repitió más al este y al norte en la batalla de Raymond del 12 de mayo, cerca de Jackson, donde los unionistas vencieron otra vez gracias a su superioridad numérica. En la siguiente batalla en Jackson del 14 de mayo Grant tomó la ciudad, que el general confederado Joseph E. Johnston, comandante de las tropas en ese lugar, había decidido abandonar. Allí destruyó sus ferrocarriles y su industria para destruir cualquier posibilidad de la Confederación de suministrar a Vicksburg. Después avanzó hacia Vicksburg desde el este. La batalla culminante antes del sitio de la campaña de Vicksburg fue en Champion Hill el 16 de mayo a treinta kilómetros al este de la ciudad, donde 32 000 federales, bajo el general Grant, chocaron con 22 000 confederados, bajo el general John C. Pemberton. Después de un combate muy reñido los confederados tuvieron que retirarse finalmente a Vicksburg.
Cuando Grant se acercó a Vicksburg el 19 de mayo, intentó primero tomar la fortaleza por asalto, pero subestimó la fuerza y la terquedad de los defensores confederados. Después de cinco días de golpear vanamente a las tropas federales contra el muro de los confederados, Grant decidió sitiar la ciudad el 25 de mayo para hacerla rendir por falta de comida. Mientras tanto, también hacía planes para tomar la ciudad de otra manera reventando sus defensas desde el subterráneo, por si el asedio se prolongase indefinidamente. Además recibió desde el río suministros y refuerzos para solidificar su posición, mientras que bombardeaba Vicksburg con artillería desde tierra y desde el río y evitaba que viniesen refuerzos confederados. El bombardeo con artillería fue tan intenso que sus ciudadanos tuvieron que cavar un sistema de cuevas para sobrevivir. Con el tiempo las provisiones de los sitiados se agotaron y por ello el 4 de julio los confederados sitiados tuvieron que rendirse sin que Grant tuviese que ejecutar su plan alternativo.

## Consecuencias
Tras la rendición del ejército de Pemberton (un día más tarde que la derrota confederada en la batalla de Gettysburg) la guarnición confederada de Port Hudson, el último bastión confederado en el Misisipi, también se rindió ante el general Nathaniel P. Banks cinco días más tarde al reconocer la futilidad de resistir allí bajo estas nuevas circunstancias aún más desfavorables. Así el río Misisipi pasó a pertenecer en su totalidad a la Unión. La campaña de Grant contra Vicksburg está considerada como un capítulo importante de la historia militar de los Estados Unidos. Incrementó la fama de Grant, lo que le convirtió más tarde en comandante en jefe de las tropas de la Unión.